# Krakowski Teatr Variété
Krakowski Teatr Variété – teatr muzyczny znajdujący się w Krakowie na Grzegórzkach przy ul. Grzegórzeckiej 71. Jego siedziba znajduje się w budynku dawnego kinoteatru Związkowiec.

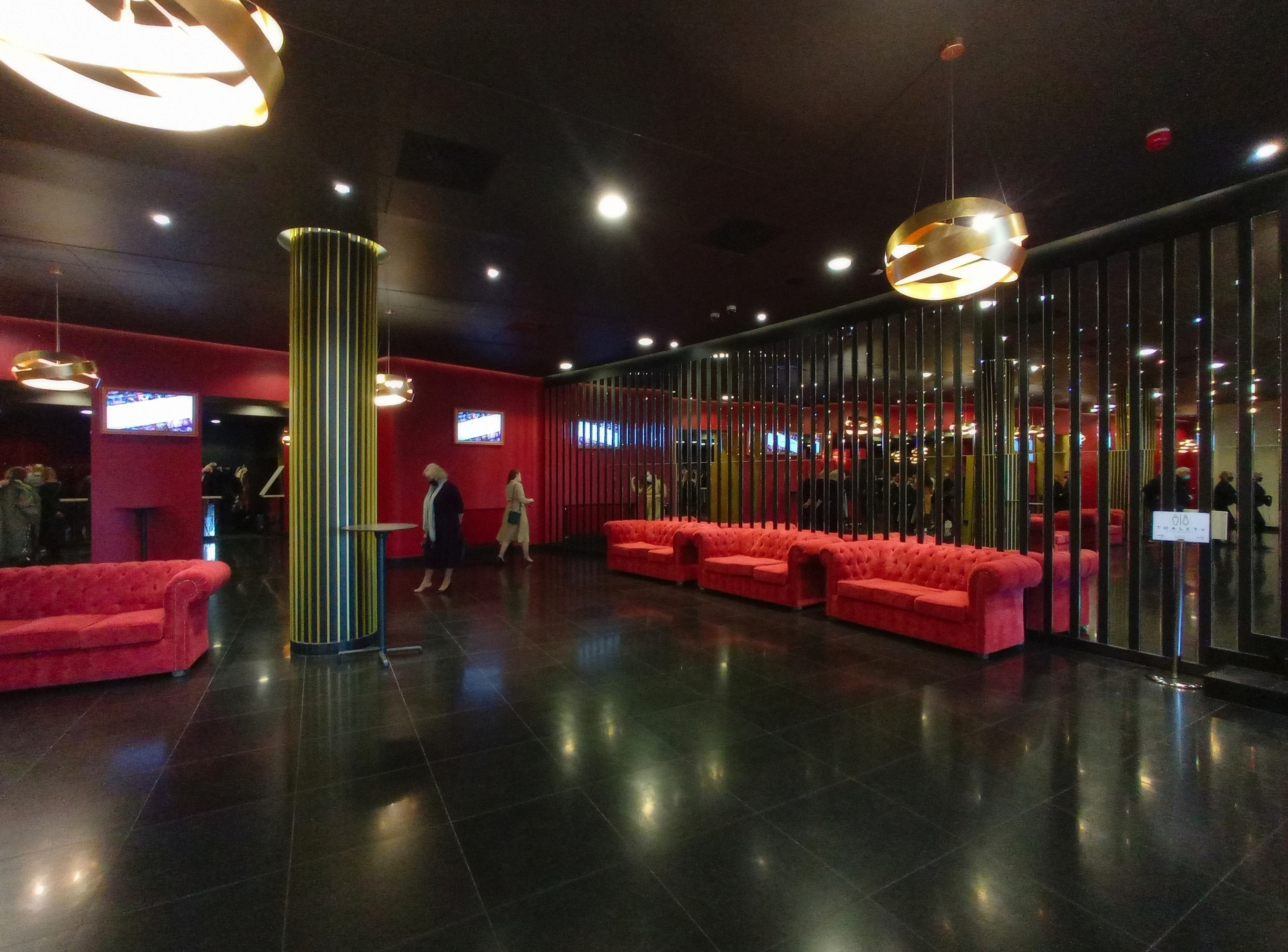
Dolne foyer (2022)

Idea powstania sceny specjalizującej się w lekkim repertuarze teatralnym narodziła się kilkanaście lat temu. Po 12 latach starań doszło do realizacji przedsięwzięcia. 30 kwietnia 2014 roku decyzją Rady Miasta Krakowa, Teatrowi Variété został nadany Statut Instytucji Kultury.
Dyrektorem naczelnym i artystycznym teatru jest aktor i reżyser Janusz Szydłowski.
Otwarcie Krakowskiego Teatru Variété miało miejsce 31 maja 2015 roku. Był to także dzień premiery musicalu „Legally Blonde” (Legalna Blondynka) w reżyserii Janusza Józefowicza, w którym tytułową rolę grają Barbara Kurdej-Szatan/Natasza Urbańska. Polską wersję językową musicalu opracował poeta Michał Zabłocki, na podstawie tłumaczenia Krystyny Podleskiej.
Repertuar Krakowskiego Teatru Variété to musicale, komedie muzyczne, wodewil, burleska, flamenco, rewia i teatr grozy.
Teatr posiada dwupoziomowe foyer, które nawiązuje do przedwojennych tradycji. Scena wyposażona jest w system nagłaśniający i oświetleniowy, ruchomą platformę oraz zapadnię. Widownia liczy 394 miejsca, w tym 11 miejsc w loży.

## Spektakle
- Legalna Blondynka, premiera 31 maja 2015 roku, reżyseria – Janusz Józefowicz (Oryginalny tytuł: Legally Blonde, muzyka i teksty: Laurence O'Keefe i Nell Benjamin, scenariusz: Heather Hatch. Na podstawie powieści Amandy Brown oraz filmu Metro-Goldwyn-Mayer). W roli tytułowej: Barbara Kurdej-Szatan / Natasza Urbańska.
- Variété Film Show, premiera 16 kwietnia 2016 roku, scenariusz i reżyseria – Janusz Szydłowski – muzyka filmowa z oprawą wizualną. 18 aktorów i tancerzy oraz zespół muzyczny pod kierownictwem Sebastiana Bernatowicza.
- Rewia Variété – show z tancerkami z zespołu Rising Stars Revue. W roli Diwy – Olga Szomańska.
- Dziewczyna z plakatu, premiera 18 września 2016 roku, scenariusz i reżyseria – Janusz Szydłowski – farsa muzyczna w reżyserii Janusza Szydłowskiego. Występują: Iwona Bielska, Tadeusz Huk, Aleksander Fabisiak, Jacek Wojciechowski, Katarzyna Galica, Magda Szczepanek, Katarzyna Ptasińska, Paweł Kumięga oraz zespół muzyczny pod kierownictwem Tomasza Białowolskiego.
- Broadway Exclusive – musical. Scenariusz i reżyseria: Jakub Wocial, aranżacje: Jan Stokłosa, choreografia: Santi Bello.
- Powróćmy do tamtych lat premiera 27 maja 2017 roku, scenariusz i reżyseria – Janusz Szydłowski – kabaret. Występują: Anna Polony, Jerzy Trela, Tadeusz Huk, Janusz Szydłowski, Marta Bizoń, Barbara Garstka, Karol Wolski oraz Anita Szydłowska i Jan Borecki. Aranżacje: Oleg Sznicar.
- Chicago - reżyseria Wojciech Kościelniak, choreografia Ewelina Adamska-Porczyk Premiera odbyła się 25 listopada 2017 roku. Występują: Roxie Hart – Ewelina Adamska-Porczyk, Alicja Kalinowska, Barbara Kurdej-Szatan, Velma Kelly – Sabina Karwala, Katarzyna Osipuk, Billy Flynn – Michał Staszczak, Łukasz Szczepanik, Amos Hart – Krzysztof Broda-Żurawski, Karol Śmiałek, Paweł Tucholski, Mary Sunshine – Michał Pasternak.
- Opera za trzy grosze – reżyseria Jerzy Jan Połoński, choreografia Jarosław Staniek. Premiera odbyła się 17 stycznia 2019 roku. Występują: Mackie Majcher: Rafał Drozd, Karol Drozd, Przemysław Glapiński, Polly Peachum – Barbara Garstka, Agnieszka Tylutki, Jonatan Peachum – Krzysztof Stawowy, Dariusz Niebudek, Celia Peachum – Małgorzata Krzysica, Beata Olga Kowalska, Tiger Brown – Piotr Urbaniak, Władysław Grzywna, Jenny Knajpiarka – Anna Gigiel, Katarzyna Walczak, Lucy Brown – Aleksandra Konior, Joanna Wąż.
- Pretty Woman – The Musical - reżyseria Wojciech Kościelniak, choreografia Ewelina Adamska-Porczyk. Premiera spektaklu ze względu na pandemię koronawirus odbyła się przy pustej widowni 28 listopada 2020 roku. Publiczność miała okazję zobaczyć spektakl po raz pierwszy 13 lutego 2021 roku. Występują: Vivian Ward – Adrianna Dorociak, Maria Tyszkiewicz, Edward Lewis - Rafał Drozd, Marek Nędza, Kit Deluca – Natalia Kujawa, Katarzyna Wojasińska, Happy Man/Pan Thompson – Dominik Bobryk, Jakub Szyperski, Philip Stuckey – Dominik Mironiuk, Marcin Wójtowicz, James Morse – Tadeusz Huk.
- Bez seksu proszę (oryg. No sex please, We're British) – brytyjska farsa w reżyserii Janusza Szydłowskiego. Występują: Peter Hunter – Marek Nędza, Adrian Budakow, Frances Hunter – Barbara Garstka, Aleksandra Konior-Gapys, Eleanor Hunter – Katarzyna Galica, Brian Runnicles – Kamil Krupicz, Dominik Mironiuk, Leslie Bromhead – Marcel Wiercichowski, Piotr Urbaniak, Nadinspektor Paul – Zbigniew Kosowski, Karol Wolski, Pan Needham – Krzysztof Jędrysek, Karol Wolski, Susan – Katarzyna Chorzępa, Barbara – Anita Szydłowska.